# Emil Kliment
Emil Kliment (* 4. August 1879 in Wien; † 27. Jänner 1965 ebenda) war ein österreichischer Gewichtheber. Er war in seiner Laufbahn viermal Weltmeister im Federgewicht.

## Werdegang
Emil Kliment begann als junger Mann in Wien mit dem Gewichtheben. Er gehörte dem Athleten-Klub "Türk" Wien, dann dem Kraftsport-Club der Wiener Gaswerke und ab 1923 dem Athleten-Club "Altona" Wien an. Er wog bei einer Größe von 1,58 Metern nur knapp 60 kg. Dies war auch der Grund dafür, dass er erst ab 1910 große internationale Erfolge einheimsen konnte. Erst 1910 wurde bei den  internationalen Meisterschaften die Federgewichtsklasse, deren Gewichtslimit bei 60 kg, bei einigen anderen Gewichtheber-Verbänden bei 62,5 kg lag, eingeführt. Bis dahin war Emil Kliment gegen Gewichtheber, die ca. 80 kg wogen, chancenlos.
Ab 1910 erzielte Emil Kliment einen Erfolg nach dem anderen. Er wurde 1910 in Düsseldorf, 1911 in Berlin und Wien und 1913 in Breslau jeweils Weltmeister und 1923 in Wien noch einmal WM-Dritter im Federgewicht. Zudem wurde er 1912, 1913 und 1914 auch Europameister. Bei den damaligen Meisterschaften wurde in der Regel ein Vierkampf oder ein Fünfkampf ausgetragen. Diese bestanden aus ein- und beidarmigen Übungen. Bei den einarmigen Übungen musste oftmals wechselseitig gehoben werden, also z. B. einarmiges Reißen links und einarmiges Stoßen rechts oder das einarmige Stoßen fiel ganz weg und es musste einarmig rechts und links gerissen werden. Beim Vierkampf wurde beidarmig gedrückt und beidarmig gestoßen. Das beidarmige Reißen als reine Schnellkraftübung war sehr unbeliebt und wurde deshalb meist einfach weggelassen. Erschwert wurde das damalige Reißen auch noch dadurch, dass es meist verboten war, seine Beinstellung zu verändern. Beim beidarmigen Stoßen war neben dem freien Umsetzen auch das "unfreie" Umsetzen, d. h. der Athlet konnte das Gewicht in mehreren Tempis oder durch Wälzen über den Bauch umsetzen. Emil Kliments Stärke war das beidarmige Stoßen mit freiem Umsatz. Bei der Weltmeisterschaft 1910 in Düsseldorf schaffte er in dieser Disziplin bei einem Körpergewicht von 57,25 kg 115 kg, was neuen Weltrekord bedeutete. Er war damit der erste Gewichtheber überhaupt, der mehr als das Doppelte seines Körpergewichts zu Hochstrecke brachte.
Trotz seiner so erfolgreichen Laufbahn konnte Emil Kliment niemals an Olympischen Spielen teilnehmen. 1908 und 1912 war das Gewichtheben nicht im olympischen Programm. 1916 fielen die Olympischen Spiele wegen des Ersten Weltkrieges aus, 1920 schloss das IOC Österreich und Deutschland auf Drängen der "Entente"-Staaten von der Teilnahme an den Olympischen Spielen aus und 1924 war er bereits 45 Jahre alt und konnte sich nicht mehr für die österreichische Olympiamannschaft qualifizieren. Es war nur ein schwacher Trost für ihn, dass er 1925 bei der 1. Arbeiter-Olympiade in Frankfurt (Main) an den Start gehen konnte. Er war dazu extra dem AC "Altona" Wien, einem Verein, der dem österreichischen Arbeiter-Athleten-Bund angehörte, beigetreten. In Frankfurt siegte er in der Altersklasse I in einem Dreikampf mit 225 kg vor zwei deutschen Athleten.
Über seinen weiteren Lebensweg ist nichts bekannt.

## Erfolge
| Jahr | Platz | Wettbewerb                                                                            | Wettkampfart                   | Gewichtsklasse | Ergebnisse |
| 1910 | 1.    | Meisterschaft der Österr. Athleten-Union in Wien                                      | Vierkampf (VK1)                | Feder          | mit 321 kg, vor Novacek, 238 kg |
| 1910 | 1.    | WM in Düsseldorf                                                                      | Vierkampf (VK1)                | Feder          | vor Alfred Anschütz und Franz Schmitz, beide Deutschland |
| 1911 | 1.    | Meisterschaft von Mitteleuropa in Prag                                                | Vierkampf (VK1)                | Mittel         | vor Dostal, Prag und J. Wechet, Österreich |
| 1911 | 2.    | WM in Stuttgart                                                                       | Vierkampf (VK1)                | Feder          | mit 312,5 kg, hinter Alfred Anschütz, 322,5 kg (62,5-55-90-110), vor Georg Vogel (Gewichtheber), Deutschland, 312,5 kg (60-50-92,5-110)                                                                                                   |
| 1911 | 1.    | WM in Berlin                                                                          | Vierkampf (VK1)                | Feder          | mit 321,5 kg, vor Jakob Vogt, Deutschland, 282,5 kg (48,5-51-76-107) und Oswald Greht, Deutschland, 281,1 kg (48,5-51-77,6-105,5) |
| 1911 | 1.    | WM in Wien                                                                            | Vierkampf (VK1)                | Feder          | vor Gustav Kubu und Rudolf Meier, beide Österreich |
| 1912 | 1.    | Meisterschaft der Steiermark in Graz                                                  | Vierkampf (VK1)                | Feder          | mit 315,7 kg, vor J. Wechet, 298,7 und Gustav Kubu, 286 kg |
| 1912 | 1.    | Intern. Championat in Wien                                                            | Dreikampf (DK1)                | Feder          | mit 257 (57-90-110), vor J. Wechet, 240 kg und M. Glattauer, AC "Cherusker" Wien, 233 kg |
| 1912 | 1.    | EM in Wien                                                                            | Vierkampf (VK1)                | Feder          | mit 326 kg (56,5-60-95-115), vor Gustav Kubu, 305 kg und Rudolf Thamm, Deutschland, 289 kg (56-56-68-109) |
| 1913 | 1.    | Intern. Championat in Wien                                                            | Vierkampf (VK1)                | Feder          | mit 325 kg, vor F. Maly, "Straßenbahner"-Athleten-Klub Wien, 322,5 kg und J. Wechet, "Austria"-Athleten-Klub Wien, 312,5 kg |
| 1913 | 1.    | EM in Brünn                                                                           | Vierkampf (VK1)                | Feder          | mit 325 kg |
| 1913 | 1.    | WM in Breslau                                                                         | Vierkampf (VK1)                | Feder          | mit 113,5 Punkten/322,5 kg (60-52,5-90-120), vor Piotr Cherudzinski, Russland (SC "Sanitas" St. Petersburg), 106 Punkte/292,5 kg (60-55-72,5-105) und Georg Vogel, Deutschland (AC Sachsenhausen), 104,5 Punkte/307,5 kg (55-62,5-85-110) |
| 1914 | 1.    | EM in Wien                                                                            | Vierkampf (VK1)                | Feder          | mit 112,5 Punkten/327,5 kg, vor L. Kral, Österreich ("Siebenbrunner" Athleten-Klub Wien), 105 Punkte/310 kg und L. Wegensteiner, Österreich ("Straßenbahner"-Athleten-Klub Wien), 99,5 Punkte/297,5 kg                                    |
| 1920 | 2.    | Österreichische Meisterschaft in Wien                                                 | Vierkampf (VK2)                | Feder          | mit 317,5 kg (52,5-67,5-80-107,5), hinter Gustav Kubu, "Erdberger Straßenbahner"-Athleten-Klub Wien, 322,5 kg (65-75-72,5-110) |
| 1921 | 1.    | Jubiläums-Turnier zum 30-jährigen Bestehen des Österr. Gewichtheber-Verbandes in Wien | Dreikampf (DK2)                | Feder          | mit 262,5 kg (62,5-85-115), vor Andreas Stadler, Athleten-Klub "Hannibal" Wien, 255,5 kg (70-70-105) und Gustav Kubu, 234,5 kg (60-70-95)                                                                                                 |
| 1923 | 3.    | WM in Wien                                                                            | Vierkampf (VK2)                | Feder          | mit 307,5 kg (60-70-77,5-100), hinter Andreas Stadler, Österreich, 330 kg (70-80-70-110) und Wilhelm Rosinek, Österreich, 315 kg (60-80-70-105)                                                                                           |
| 1925 | 1.    | 1. Arbeiter-Olympiade in Frankfurt (Main)                                             | Dreikampf (DK3) Altersklasse I | Feder          | mit 225 kg, vor Finkl, Deutschland, 205 kg und Simon, Deutschland, 202,5 kg |

Erläuterungen
- VK1 = Vierkampf, bestehend aus einarmigem Reißen links, einarmigem Reißen rechts, beidarmigem Drücken und beidarmigem Stoßen
- VK2 = Vierkampf, bestehend aus einarmigem Reißen, einarmigem Stoßen, beidarmigem Drücken und beidarmigem Stoßen
- DK1 = Dreikampf, bestehend aus einarmigem Drücken, einarmigem Stoßen und beidarmigem Stoßen
- DK2 = Dreikampf, bestehend aus einarmigem Reißen, beidarmigem Drücken und beidarmigem Stoßen
- DK3 = Dreikampf, bestehend aus einarmigem Reißen, einarmigem Stoßen und beidarmigem Stoßen
- Federgewicht = Gewichtsklasse bis 60 kg Körpergewicht
- Mittelgewicht = Gewichtsklasse bis 80 kg Körpergewicht
- WM = Weltmeisterschaft, EM = Europameisterschaft